# غريغ غروسمان
غريغ غروسمان (بالإنجليزية: Greg Grossman)‏ هو طاهي أمريكي، ولد في 25 مايو 1995.